# The Babe Ruth Story
The Babe Ruth Story é um filme biográfico norte-americano de 1948 sobre a estrela do beisebol Babe Ruth, famoso rebatedor do New York Yankees. É estrelado por William Bendix (batboy do New York Yankees nos anos 1920) no papel do jogador e Claire Trevor como sua esposa. O lançamento foi apressado após as notícias do declínio da saúde de Ruth e não faz qualquer menção da primeira esposa de Ruth, Helen. O filme foi muito criticado e é tido por alguns como um dos piores já feitos.

## Enredo
O filme se inicia em 1906 em Baltimore, onde George Herman Ruth Jr., então com 11 anos, é levado de sua casa pelo Irmão Matthias para longe de seu pai abusivo para o internato St. Mary's. Quando George, aos 18 anos, tem seu incrível talento no beisebol descoberto, o Baltimore Orioles o contrata e durante sua entrevista, ganha o apelido "Babe".
Babe se torna um jogador de sucesso e é logo vendido para o Boston Red Sox. Após um jogo ruim, está em um bar e se pergunta o que deu errado, até que Claire Hogsdon lhe diz que toda vez que ele arremessa uma bola de curva, ele põe a língua para fora, demonstrando sua intenção ao arremessar. Babe continua sua trajetória de sucesso, conseguindo um contrato de   $100.000. Ele encontra Claire, mas ela não lhe dá a mínima atenção. Durante uma partida, Denny, uma criança com paralisia e seu pai assistem Babe Ruth jogar. Quando Babe diz "olá" para o garoto, ele milagrosamente se cura e fica de pé.
Babe logo se torna jogador do New York Yankees. Durante um jogo, ele acidentalmente machuca um cão e decide levar o animal e seu jovem dono para o hospital. Após argumentar com o doutor que um cachorro é o mesmo que um ser-humano, o cão é curado; mas como Babe deixou o jogo para fazer isso, ele é suspenso do Yankees. Um deprimido Babe Ruth está no bar e em meio à multidão ele começa uma briga e é preso.
Ele decide se vestir de Papai Noel em um hospital infantil, onde ele encontra Claire novamente, visitando seu sobrinho. Ela lhe diz que suas ações afetam as crianças da América e Babe fica com aquilo na cabeça. Miller Huggins, o mesmo homem que suspendeu Babe, briga para trazê-lo de volta ao Yankees pois o time está tendo uma péssima temporada. Babe logo é trazido de volta e a equipe vence a World Series graças a ele. Assim, ele
se casa com Claire. Logo depois, Huggins morre de pyaemia.
Durante o Jogo 3 da World Series de 1932, Babe recebe um telefonema do pai de uma criança à beira da morte e lhe promete que quando for sua vez ao bastão ele vai rebater e a bola vai cair em determinado ponto; tudo isso será para o garoto. Durante o jogo Babe faz exatamente isso e o garoto ouve as notícias e começa a melhorar.
Babe se aposenta do Yankees aos 41 anos de idade e assume a posição de treinador no Boston Braves, embora eles o quisessem como jogador apesar de sua idade. Durante uma partida, Babe fica estressado e se aposenta do beisebol após este jogo. Tristemente, significa que ele quebra o contrato e é demitido de qualquer posição relacionada ao beisebol.
Posteriormente, Babe reclama de dor no pescoço e logo em seguida fica sabendo que tem câncer de garganta. As notícias levam os fãs a enviar cartas dizendo a Babe que eles se importam. Os doutores decidem tentar um tratamento em Babe com chance de sobrevida. Assim que Babe é levado para a cirurgia, o narrador encoraja os fãs de beisebol, creditando Babe Ruth pelo amor da América pelo esporte.

## Recepção dos críticos
As críticas foram negativas, citando alguns momentos do filme como a cena onde Babe cura um garoto paraplégico ao dizer "olá", bem como uma reconstrução artificial da famosa jogada cantada de Babe Ruth na World Series de 1932 contra o Chicago Cubs. Ruth cumpre a promessa feita ao jovem paciente de câncer que ele rebateria um home run. Ruth não apenas cumpre a promessa, como a criança imediatamente mostra sinais de melhora.
Dan Shaughnessy do The Boston Globe chamou The Babe Ruth Story "o pior filme que já vi" enquanto a The Washington Times afirma que o filme "fica como possivelmente o pior filme já feito." O filme foi chamado de um dos piores filmes de esportes pelo jornal Newsday e pelo website The A.V. Club, e foi chamado de um dos piores filmes biográficos pela  Moviefone e pelo canal Spike. Michael Sauter o incluiu em seu livro  The Worst Movies of All Time, e Leonard Maltin o chamou de "perfeitamente terrível."

## Elenco
- William Bendix como Babe Ruth
- Claire Trevor como Claire Hodgson Ruth
- Charles Bickford como Brother Matthias
- William Frawley como Jack Dunn
- Sam Levene como Phil Conrad
- Matt Briggs como Col. Jacob Ruppert
- Fred Lightner como Miller Huggins
- Mark Koenig como ele próprio
- Mel Allen como ele próprio